# آدولف انگلر
آدولف انگلر (انگلیسی: Adolf Engler؛ ۲۵ مارس ۱۸۴۴ – ۱۰ اکتبر ۱۹۳۰) یک دانشمند در زمینه گیاه‌شناسی و آرایه‌شناسی آلفا اهل آلمان بود.